# Bătălia de la Biaroza-Kartuska

Războiul polono-sovietic și lituaniano-sovietic în 1919. Contraatacurile polonez și lituanian.

Bătălia de la Biaroza-Kartuska a fost una dintre primele lupte dintre forțele armate regulate ale Poloniei și cele ale Rusiei Bolșevice. Există istorici care consideră această luptă prima bătălie a războiului Polono-Sovietic.
Pe 14 or 16 februarie 1919, 57 de soldați și 5 ofițeri polonezi au atacat forțele sovietice din orașul Biaroza, un mic oraș la este de Brest (Brześć) și au reușit să ia 80 de prizonieri din rândurile Armatei Roșii. 